# Теорія вигнутого хімічного зв'язку
Теорію вигнутого хімічного зв'язку запропонував Лайнус Полінг на симпозіумі з теоретичної органічної хімії, присвяченому пам'яті А. Кекуле, який відбувся в Лондоні у вересні 1958 року.
У доповіді Полінга наведено теорію подвійного зв'язку як комбінації двох однакових вигнутих зв'язків. Вигин хімічного зв'язку викликаний електростатичним відштовхуванням електронів, які утворюють хімічний зв'язок. Під дією кулонівських сил відштовхування електронів, відбувається зміщення останніх із ліній, що з'єднують ядра молекули. Полінг зазначав, що опис подвійного та потрійного зв'язків за допомогою уявлення про вигнуті зв'язки чудово пояснює деякі з їхніх властивостей. Так, якщо кратні зв'язки мають вигляд дуг довжиною 1,54 Å (довжина простого зв'язку вуглець — вуглець) і початковий напрямок їх збігається з тетраедричним, то їхня обчислена довжина виявляється рівною 1,32 Å для подвійного зв'язку і 1,18 Å для потрійного, що добре відповідає експериментальним значенням 1,33 і 1,20 Å. На цьому симпозіумі Полінг з категорично стверджував: «Можуть знайтися хіміки, які вважають, що надзвичайно важливим нововведенням стало введення σ, π-опису для подвійного або потрійного зв'язку і спряжених систем замість опису за допомогою вигнутих зв'язків. Я ж стверджую, що σ, π-опис менш задовільний, ніж опис за допомогою вигнутих зв'язків, що це нововведення є тільки перехідним і незабаром відімре.» Полінг виявився правим, теорія валентних зв'язків, у якій використовувалися σ, π-описи хімічного зв'язку, втратила своє панівне положення.
До категорії вигнутого хімічного зв'язку можна віднести борівську модель хімічного зв'язку, трактуючи її як комбінацію двох вигнутих одноелектронних хімічних зв'язків. Довжина одноелектронного хімічного зв'язку в молекулярному йоні водню H2+ дорівнює двом борівським радіусам a0 = 0,53  і становить 1,06 .

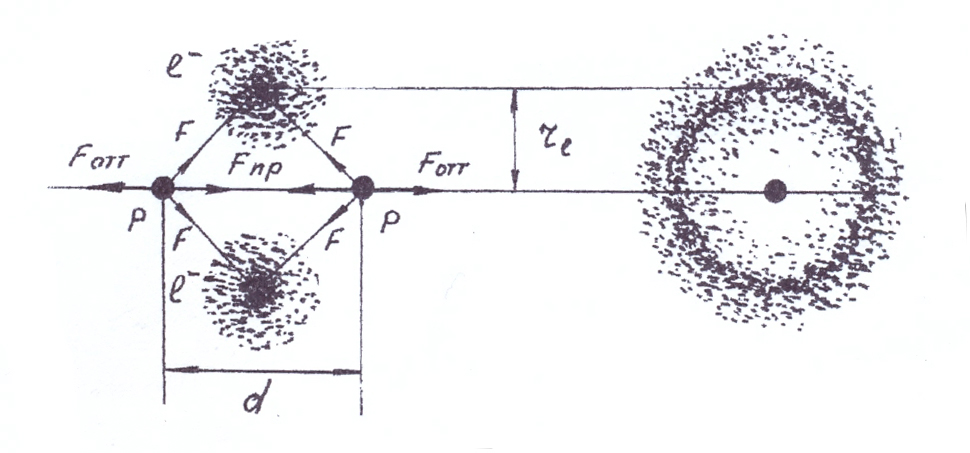
Модель молекули водню та її осьова проєкція

Введення електрона в молекулярний іон водню H2+ призводить до їх рекомбінації з утворенням молекули водню. Хімічний зв'язок у молекулі водню, за теорією вигнутого хімічного зв'язку Полінга, можна розглядати як комбінацію двох вигнутих одноелектронних хімічних зв'язків. Довжина зв'язку d ≈ a0√2 ≈ 0,748 Å (експериментальне значення — 0,7416 Å). Величина прогину вигнутого одноелектронного хімічного зв'язку re ≈ 0,374 Å.